# 퉁저우베이관역
퉁저우베이관역(중국어: 通州北关站, 계획 건설기간 동안 베이관역(北关站)으로 알려짐)은 중국 베이징시 퉁저우구 신화 사도 옌탄로(베이관 대로)에 위치한 베이징 지하철 6호선의 지하철역이다. 6호선 부분은 2014년 12월 28일 6호선 2단계 개통과 함께 개장되었다.

## 위치
퉁저우베이관역은 베이징 성시 부중심 운하상무구 핵심구에 위치하며 옌탄로(베이관 대로)를 따라 남북방향으로 설치되었으며, 동쪽은 계획된 수상 도시로 징항 대운하와 인접해 있으며, 서쪽은 계획된 고밀도 개발 부지로 기존 신화 남북가와 인접해 있다.

## 역 구조

### 층별 구조
| 지면층          | 출구                            | A—C출구                                |
| 지하 1층        | 대합실                          | 고객 센터, 자동발매기, 개집표기        |
| 지하 2층 승강장 | ←                               | ■ 6호선 진안차오 방면 （우쯔쉐위안루） |
| 지하 2층 승강장 | 섬식 승강장, 왼쪽 출입문이 열림 |                                        |
| 지하 2층 승강장 | →                               | ■ 6호선 루청 방면 （베이윈허시）       |

### 대합실·승강장

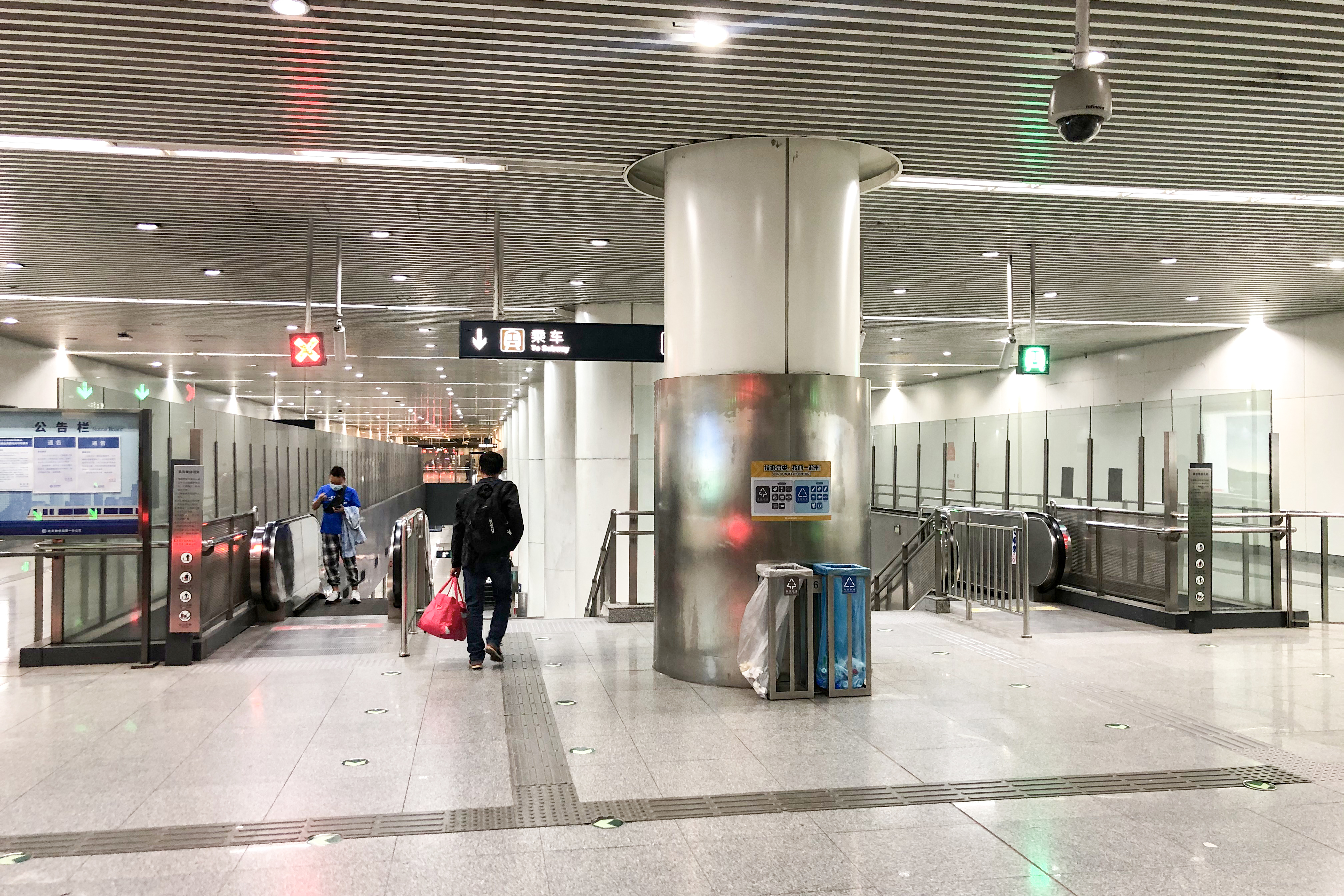
퉁저우베이관역 대합실(2021년 5월)

2노선의 역은 모두 지하선이며, 6호선의 역은 지하 3층역으로 총 길이는 220.6 m이며, 섬식 승강장으로 설계되었다. R1선 승강장(현재 핑구선으로 변경 사용)은 지하 4층에 있다.
6호선 역에는 아트리움이 설치돼 있고 승강장에서도 대합실 바닥의 천장이 보인다. 동시에 역은 양쪽 사업체와 일체적으로 설계되었으며, 상업 연결통로 증설 외에 대합실 상단부에도 양쪽 지하 사업체를 연결하는 공중 회랑을 설치하였다.

### 출구
2021년 1월 현재 퉁저우 베이관 역은 A(북서), B(북동), C(남서)의 3개 출입구가 개방하고 D(남서) 출입구의 개통이 연기되었다.
|                         |                                                                                     |      |  |
| 출구                    | 출구 인근                                                                           | 사진 |  |
| 出口 · A                | 옌탄로(베이관 대로), 신화 북로, 베이징 무역직업학원, 해방군 총병원 징둥 의료구      |      |  |
| 出口 · B                | 옌탄로(베이관 대로), 빈허 북로, 퉁엔 고속공로, 베이징 흉부과 병원, 신로 운하 문창원 |      |  |
| 出口 · C                | 옌탄로, 신화 북로, 신하이쯔 공원                                                    |      |  |
| (일시 중단)             | 신화 북로                                                                           |      |  |
| 아이콘 설명: 엘리베이터 |                                                                                     |      |  |